# 隆吉多火山

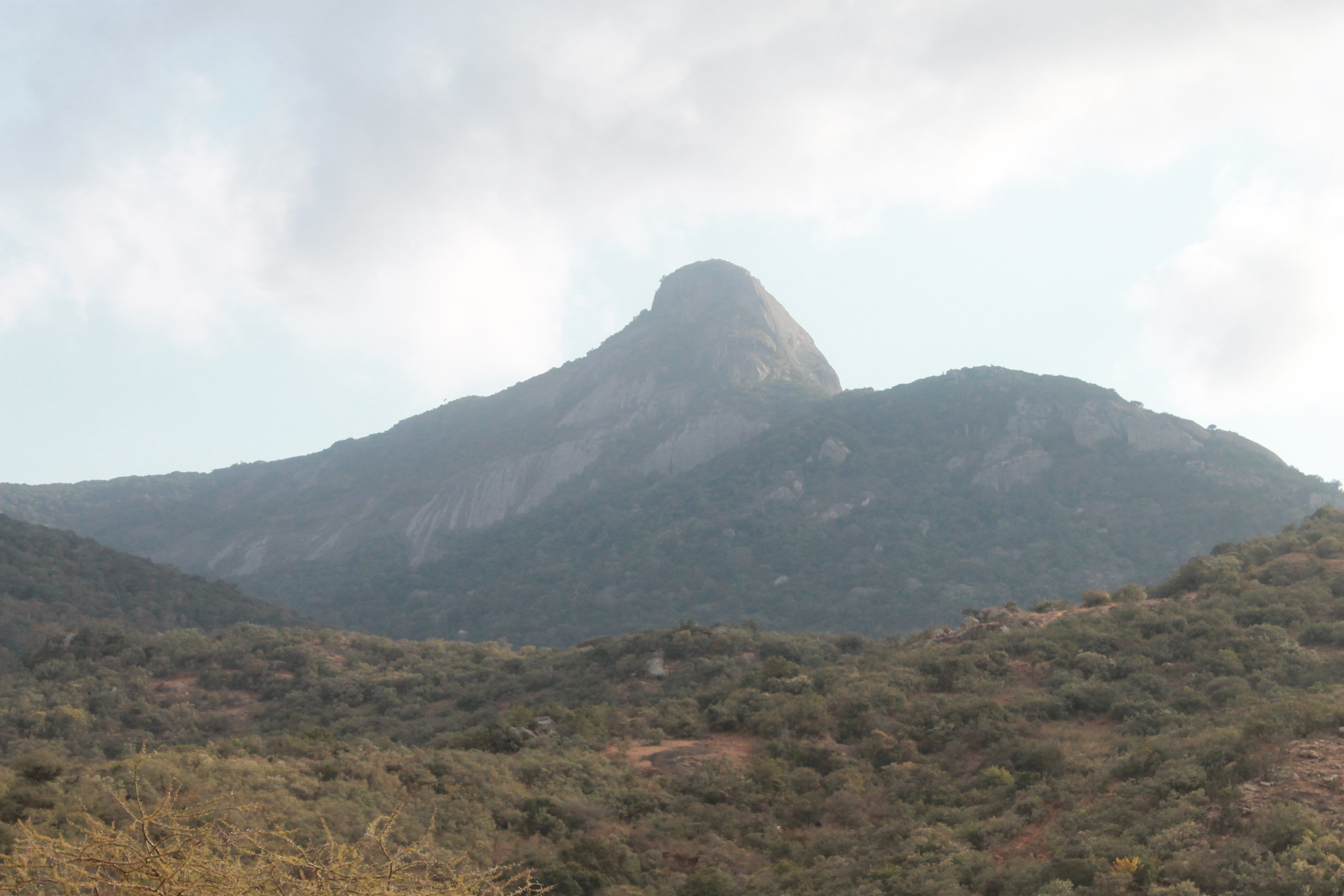

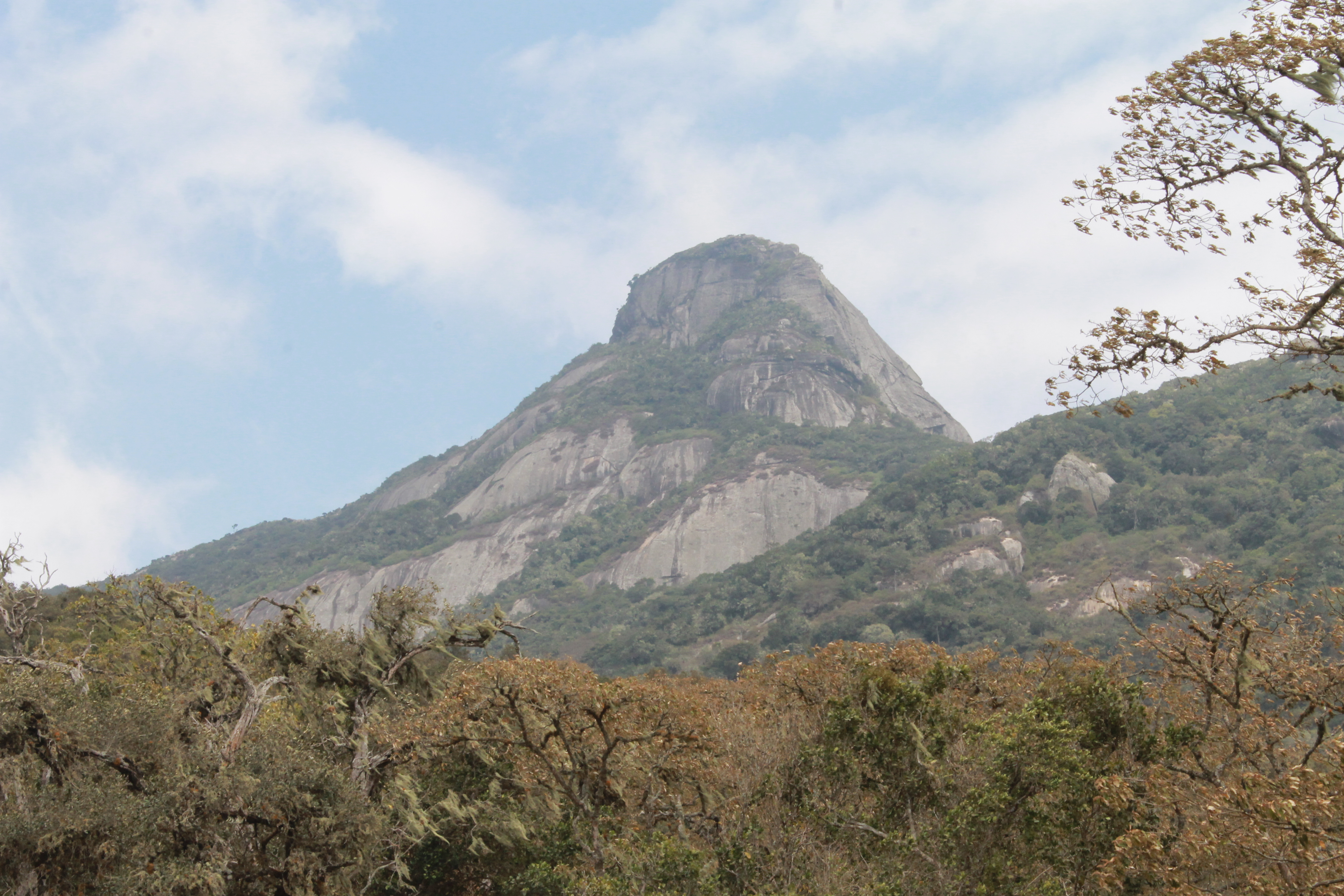

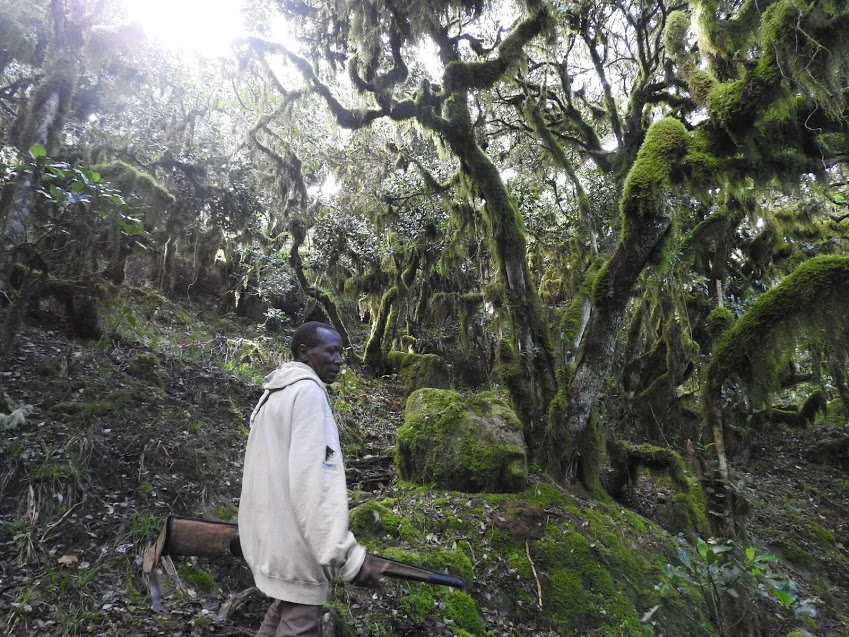

2°41′S 36°42′E / 2.683°S 36.700°E
隆吉多火山（英語：Mount Longido）是坦桑尼亞的山峰，位於該國東北部，處於阿魯沙區，海拔高度2,637米，有些遊客攀登該山峰作為準備攀登乞力馬扎羅山的一部分。